# Sremska klobasica
Sremska klobasica (srbsko Sremska kobasica) je vrsta klobase, ki izvira iz Srbije. Vsebuje mešanico govejega in svinskega mesa, ki je začinjeno s papriko, črnim poprom, soljo in ostalimi začimbami. Je rahlo dimljena.